# Ikonologija
Ikonologija je pomožna zgodovinska veda, ki se ukvarja z razlago podob.